# Wanda (film)
Wanda (Wanda) è un film del 1970 indipendente e a basso budget diretto e interpretato da Barbara Loden.

## Trama
Wanda Goronski, una giovane e apatica donna che vive nelle zone rurali della Pennsylvania, un giorno decide di abbandonare il marito e i figli e si ritrova a vivere in maniera passiva una serie di disavventure. Abbandonata da un uomo conosciuto la notte prima e derubata in un cinema, conosce casualmente il criminale Norman Dennis con il quale instaura un complicato rapporto e viene coinvolta in una rapina che finisce con la morte di Dennis. Dopo essere scampata ad un'aggressione sessuale, Wanda si rifugia nei boschi e trova ospitalità in una casa.

## Genesi
Ispirato ad un fatto di cronaca, è stato scritto da Barbara Loden, che aveva letto su un quotidiano di una donna che aveva lasciato la famiglia e compiuto una rapina, sul finire degli anni '60 traendo ispirazione dal cinema di John Cassavetes.

## Accoglienza
Il film ha ricevuto un'accoglienza abbastanza indifferente alla sua uscita data la sua sperimentalità e solo alcuni critici si sono subito accorti delle peculiarità del lungometraggio.
Nel corso degli anni è stato restaurato e rivalutato dalla critica che ne ha elogiato gli aspetti anticonvenzionali e l'interpretazione della Loden.

## Riconoscimenti
Invitato alla 31ª Mostra internazionale d'arte cinematografica di Venezia, il film ha ottenuto il Premio Pasinetti dedicato al miglior film straniero.
Nel 2017 è stato selezionato tra le 25 pellicole da conservare "per l'importanza culturale, storica e/o estetica" dal National Film Registry.